# Немет, Кристиан
Кри́стиан Не́мет (венг. Németh Krisztián; 5 января 1989, Дьёр) — венгерский футболист, нападающий. Свою профессиональную карьеру начал в венгерском МТК в 2005 году в возрасте 16 лет. Выступал за сборную Венгрии.

## Карьера
Кристиан был подписан «Ливерпулем» из МТК летом 2007 года вместе с другим молодым нападающим Андрашем Шимоном и стал одним из целого списка юных перспективных игроков, пополнивших ряды резервов мерсисайдского клуба наравне с Даниэлем Пачеко, Херардо Бруной, Дином Бузанисом, Даниэлем Айялой, Микелем Сан-Хосе, Марвином Пурье, Дамьеном Плесси, Райаном Кроутнером и всё тем же Андрашем Шимоном.
Немет дебютировал в составе резервной команды 27 ноября 2007 года в матче против «Манчестер Сити» и тотчас отличился двумя голами. Через неделю он забил ещё два гола «Эвертону», а потом забил гол «Мидлсбро», таким образом отличившись пять раз в трёх встречах. Резервная команда «Ливерпуля», благодаря одержанным победам, поднялась на первое место в таблице. Всего в том сезоне Немет провёл 9 матчей за резервы, так как пропустил начало кампании из-за травмы. В апреле 2008 года он забил единственный гол в ворота «Блэкберна», тем самым принеся своей команде досрочную победу в турнире Северной Премьер-лиги резервов. В мае того же года Немет забил первый гол в ворота «Астон Виллы» на «Энфилде», «Ливерпуль» этот матч выиграл со счётом 3:0 и стал абсолютным чемпионом резервной лиги.
Перед началом сезона «Лидс Юнайтед» Гари Макаллистера предложил Кристиану перейти в йоркширский клуб на правах аренды на год, однако венгр отказал, сославшись на то, что рассчитывает пробиться в команду Рафаэля Бенитеса. 30 июля 2008 года Немет дебютировал в первой команде, выйдя на замену в товарищеском матче против «Вильярреала» и едва не забил гол. 2 августа тренер сборной Венгрии Эрвин Куман заявил, что Немет должен покинуть «Ливерпуль», если хочет прогрессировать, так как его шансы заиграть в первой команде невелики. Однако в тот же день венгерский форвард принял участие в разгроме вице-чемпионов Шотландии из «Рейнджерс» в товарищеском матче на «Айброкс» (4:0) и при его непосредственном участии Йосси Бенаюн и Хаби Алонсо забили два мяча.
Судя по всему, Бенитес рассчитывал на Немета — перед стартом новой кампании Кристиан впервые получил постоянный номер в первой команде — 29. А после завершения предсезонной подготовки, в последнем матче которой «Ливерпуль» обыграл римский «Лацио», Бенитес отметил Немета в числе других молодых игроков, очень хорошо проявивших себя.
Половину сезона 2008/09 Немет пропустил из-за травмы, полученной на сборах с национальной командой. В январе 2009 года он был отправлен в аренду в «Блэкпул», но получил травму в первом же матче и вернулся в «Ливерпуль».
Перед началом сезона 2009/10 он принял участие в сборах с «красными» и съездил в турне команды по Юго-Восточной Азии. В товарищеском матче против сборной Сингапура Немет отметился двумя забитыми голами. 25 августа стало известно, что Кристиан проведёт сезон в аренде в греческом АЕК, из которого буквально накануне в «Ливерпуля» перешёл Сотириос Кириакос. В дебютном матче за АЕК Немет вышел на замену на 29-й минуте и до конца игры сумел блестяще себя проявить — в течение всей игры он оставался самым опасным футболистом в составе АЕК и постоянно снабжал хорошими передачами своего партнёра, Исмаэля Бланко. В конце концов, один из пасов Немета Бланко всё же превратил в гол. Кристиан был признан лучшим игроком встречи и на следующий день все крупнейшие греческие спортивные газеты сообщили об этом на первых полосах.
В течение всего лета 2010 года ходили слухи о том, что Немет покинет «Ливерпуль», и в конечном итоге так и произошло. В середине августа появились сообщения о том, что он вот-вот перейдёт в «Олимпиакос». Вскоре это было подтверждено официально.
18 июля 2012 года Немет заключил двухлетний контракт с нидерландским клубом «Рода» из Керкраде. В команде Кристиан воссоединился со своим бывшим тренером по «Валвейку» — Рюд Бродом. 15 июля 2014 года Немет и «Рода» расторгли контракт по взаимному согласию сторон.
18 декабря 2014 года Немет подписал контракт с клубом MLS «Спортинг Канзас-Сити». В американской лиге дебютировал 8 марта 2015 года в матче стартового тура сезона против «Нью-Йорк Ред Буллз». 5 апреля 2015 года в матче против «Филадельфии Юнион» забил свой первый гол в MLS. В пяти матчах мая 2015 года Немет забил три гола и отдал две голевые передачи, за что был назван игроком месяца в MLS.
29 января 2016 года Немет перешёл в клуб чемпионата Катара «Аль-Гарафа».
10 августа 2017 года Немет вернулся в MLS, перейдя в «Нью-Инглэнд Революшн», который, чтобы подписать его, выменял верхнюю позицию в рейтинге распределения MLS у «Коламбус Крю» за $200 тыс. целевых и $200 тыс. общих распределительных средств и место иностранного игрока. За бостонский клуб он дебютировал 2 сентября 2017 года в матче против «Орландо Сити», отметившись результативной передачей. 22 октября 2017 года в матче против «Монреаль Импакт» забил свой первый гол за «Революшн».
6 августа 2018 года «Спортинг Канзас-Сити» вернул Немета, обменяв на $250 тыс. целевых и $100 тыс. общих распределительных средств и пик первого раунда супердрафта MLS 2020. 30 марта 2019 года в матче против «Монреаль Импакт» он оформил хет-трик. По окончании сезона 2019 контракт Немета со «Спортингом КС» истёк.
26 февраля 2020 года Немет подписал контракт на полтора года с клубом чемпионата Словакии ДАК 1904. В начале июня 2020 года на тренировке сломал правую ногу, из-за чего пропустил остаток сезона 2019/20.
5 октября 2020 года Немет вновь вернулся в MLS, подписав контракт с «Коламбус Крю». Дебютировал за «Крю» 24 октября 2020 года в матче против «Хьюстон Динамо». 1 ноября 2020 года в матче против «Филадельфии Юнион» забил свой первый гол за «чёрно-золотых». По окончании сезона 2020, в котором «Коламбус Крю» выиграл Кубок MLS, контракт Немета не был продлён.

### Карьера в сборной
Кристиан был звездой сборной Венгрии, пробившейся в финальную часть Чемпионата Европы среди юношей не старше 17 лет в 2006 году. А позднее забил семь голов в трёх матчах за команду U-19 на мини-турнире на Кипре. В мае 2008 года он был вызван в первую сборную Венгрии на товарищеский матч против хорватов (1:1), однако на поле так и не появился, оставшись на скамейке запасных. В июле того же года он в составе сборной Венгрии принял участие в Чемпионате Европы для игроков не старше 19 лет, где его команда дошла до полуфинала.
29 мая 2010 года Немет дебютировал в составе первой сборной Венгрии, появившись на замену во втором тайме встречи со сборной Германии (0:3).

## Достижения

### Командные
МТК
- Вице-чемпион Венгрии: 2006/07

Ливерпуль (резервы)
- Кубок Далласа: 2008
- Премьер-лига резервов: 2007/08

Сборная Венгрии
- Полуфиналист Чемпионата Европы среди юношей не старше 19 лет: 2008
- Бронзовый призёр Чемпионата мира среди молодёжных команд: 2009

Олимпиакос
- Чемпион Греции: 2010/11

Спортинг Канзас-Сити
- Открытый кубок США: 2015

Коламбус Крю
- Чемпион MLS: 2020

### Личные
- Лучший игрок резервной команды «Ливерпуля» по версии болельщиков: 2008
- Гол года в MLS: 2015[31]
- Игрок месяца в MLS: май 2015